# NGC 812
NGC 812 este o galaxie spirală situată în constelația Andromeda. A fost descoperită în 11 decembrie 1876 de către Édouard Stephan⁠(d). Se află la o distanță de 53,46 de megaparseci de Pământ.